# ChievoVerona Valpo
S.S.D. ChievoVerona Valpo – włoski klub piłki nożnej kobiet, mający siedzibę w mieście Werona, na północy kraju. Jest sekcją piłki nożnej kobiet w klubie Chievo Verona.

## Historia
Chronologia nazw:
- 1995: Valpo
- 200?: A.S.D. Valpo Pedemonte
- 2011: A.S.D. Valpo Pedemonte Calcio Femminile
- 2013: A.S.D. Fimauto Valpolicella
- 2017: Fimauto Valpolicella Calcio Femminile S.S.D.
- 2018: S.S.D. ChievoVerona Valpo
- 2019: klub rozwiązano

Klub piłkarski Valpo został założony w miejscowości San Pietro in Cariano w 1995 roku na bazie klubu Scaligere z Werony, który występował w Serie D. Jako A.S.D. Valpo Pedemonte występował w Serie C Veneto. W sezonie 2009/10 zespół debiutował w Serie B, w którym zajął 8.miejsce w grupie A. W sezonie 2010/11 zajął 7.miejsce w grupie A i po reorganizacji systemu lig został oddelegowany do Serie A2. Latem 2011 klub zmienił nazwę na A.S.D. Valpo Pedemonte Calcio Femminile. W sezonie 2011/12 był szóstym, a w następnym zwyciężył w grupie B Serie A2 i awansował do Serie A. Po uzyskaniu sponsora w 2013 przyjął nazwę A.S.D. Fimauto Valpolicella, jednak debiut w najwyższej lidze był nieudanym. Sezon 2013/14 zakończył na 10.pozycji i po przegranych barażach spadł do Serie B. Przez dwa kolejne lata był drugim w swojej grupie, a w sezonie 2016/17 zajął pierwsze miejsce w grupie C Serie B i zdobył promocje do Serie A. W 2017 zmienił nazwę na Fimauto Valpolicella Calcio Femminile S.S.D.. W sezonie 2017/18 został sklasyfikowany na 6.pozycji w Serie. Swoje mecze domowe był zmuszony rozgrywać na stadionie w Lugo.
Latem 2018 roku klub przeniósł swoją siedzibę do Werony i po nawiązaniu współpracy z Chievo Verona przyjął nazwę S.S.D. ChievoVerona Valpo.
Latem 2019 roku klub został rozwiązany.

## Sukcesy

### Trofea międzynarodowe
Nie uczestniczył w rozgrywkach europejskich (stan na 31-05-2018).

### Trofea krajowe
- Serie A (I poziom):
  - 6.miejsce (1): 2017/18

- Serie B (II poziom):
  - mistrz (2): 2012/13 (grupa C), 2016/17 (grupa C)
  - wicemistrz (2): 2014/15 (grupa B), 2015/16 (grupa A)

- Puchar Włoch:
  - ćwierćfinalista (1): 2015/16

## Stadion
Klub rozgrywa swoje mecze domowe na stadionie Aldo Olivieri w Weronie, który może pomieścić 2900 widzów. Do 2018 grał na Stadio Lugo w Lugo, który mieścił 1000 widzów.